# Wahlen 1935
◄◄ | ◄ | 1931 | 1932 | 1933 | 1934 | Wahlen 1935 | 1936 | 1937 | 1938 | 1939 | ► | ►►

Weitere Ereignisse
Folgende Wahlen fanden 1935 statt:

## Afrika
- Verfassungsreferendum in Liberia 1935

## Amerika
- Kanadische Unterhauswahl 1935
- Wahlen zur Verfassungsgebenden Versammlung in Guatemala 1935
- Präsidentschaftswahl in El Salvador 1935

## Asien
- Parlamentswahlen auf den Philippinen 1935
- Präsidentschaftswahl auf den Philippinen 1935

## Australien und Ozeanien
- Parlamentswahlen in Neuseeland 1935

## Europa
- Saarreferendum 1935
- Britische Unterhauswahlen 1935
- Folketingswahl 1935 in Dänemark
- Volkstagswahl in Danzig 1935
- Parlamentswahl in Griechenland 1935
- Jugoslawische Parlamentswahl 1935
- Parlamentswahl in Polen 1935
- Schweizer Parlamentswahlen 1935
- Tschechoslowakische Parlamentswahl 1935
- Parlamentswahl in der Türkei 1935
- Parlamentswahl in Ungarn 1935
- Bundesratswahl 1935 (Ersatzwahl)
- Bundesratswahl 1935